# Mistrovství světa v alpském lyžování 2019 – superkombinace žen
Superkombinace žen na Mistrovství světa v alpském lyžování 2019 se konala v pátek 8. února 2019 jako druhý ženský závod světové šampionátu v lyžařském středisku Åre. Start sjezdu byl pro nepříznivé počasí odložen o třicet minut na 11.30 hodin místního času. Odpolední slalom navázal od 16.15 hodin. Do závodu nastoupilo 35 lyžařek z 18 států. Sjezdová trať byla zkrácena přibližně na 1 650 metrů.
Obhájkyní zlata byla švýcarská lyžařka Wendy Holdenerová. Mezinárodní lyžařská federace rozhodla o vyřazení superkombinace a místo ní na MS 2021 zařadila paralelní slalom.

## Medailistky
Mistryní světa se stala 25letá Švýcarka Wendy Holdenerová, která jako šestá žena historie obhájila trofej v této disciplíně, když ovládla superkombinaci i ve Svatém Mořici. Celkově si připsala třetí medaili ze světových šampionátů.
S minimální ztrátou tří setin sekundy vybojovala stříbrný kov 23letá Slovenka Petra Vlhová, pro niž to byla druhá medaile na mistrovstvích světa. Dojela tak jako historicky první medailistka v individuálních závodech světových šampionátů ze Slovenska. Ve Svatém Mořici byla již členkou stříbrného družstva v týmové soutěži.
Bronz si odvezla 26letá Norka Ragnhild Mowinckelová, jež za vítězkou zaostala o čtyřicet pět setin sekundy. K dvěma olympijským stříbrům přidala první kov z mistrovství světa.

## Výsledky
| P                                                               | SČ | lyžařka                    | stát                   | sjezd            | pořadí           | slalom                | pořadí                | celkově               | ztráta                |
| --------------------------------------------------------------- | -- | -------------------------- | ---------------------- | ---------------- | ---------------- | --------------------- | --------------------- | --------------------- | --------------------- |
| Zlatá medaile                                                   | 15 | Wendy Holdenerová          | Švýcarsko              | 1:13,13          | 5.               | 49,00                 | 3.                    | 2:02,13               |                       |
| Stříbrná medaile                                                | 11 | Petra Vlhová               | Slovensko              | 1:13,43          | 8.               | 48,73                 | 2.                    | 2:02,16               | +0,03                 |
| Bronzová medaile                                                | 7  | Ragnhild Mowinckelová      | Norsko                 | 1:12,77          | 3.               | 49,81                 | 6.                    | 2:02,58               | +0,45                 |
| 4.                                                              | 19 | Ramona Siebenhoferová      | Rakousko               | 1:12,71          | 1.               | 49,91                 | 8.                    | 2:02,62               | +0,49                 |
| 5.                                                              | 28 | Roni Remmeová              | Kanada                 | 1:14,68          | 28.              | 48,58                 | 1.                    | 2:03,26               | +1,13                 |
| 6.                                                              | 13 | Federica Brignoneová       | Itálie                 | 1:13,31          | 6.               | 50,21                 | 10.                   | 2:03,52               | +1,39                 |
| 7.                                                              | 18 | Kajsa Vickhoff Lieová      | Norsko                 | 1:13,87          | 15.              | 49,77                 | 5.                    | 2:03,64               | +1,51                 |
| 8.                                                              | 24 | Franziska Gritschová       | Rakousko               | 1:14,80          | 29.              | 49,02                 | 4.                    | 2:03,82               | +1,69                 |
| 9.                                                              | 6  | Lisa Hörnbladová           | Švédsko                | 1:13,59          | 11.              | 50,60                 | 13.                   | 2:04,19               | +2,06                 |
| 10.                                                             | 9  | Ilka Štuhecová             | Slovinsko              | 1:12,72          | 2.               | 51,55                 | 17.                   | 2:04,27               | +2,14                 |
| 11.                                                             | 20 | Anne-Sophie Barthetová     | Francie                | 1:14,52          | 26.              | 49,86                 | 7.                    | 2:04,38               | +2,25                 |
| 12.                                                             | 10 | Nicol Delagová             | Itálie                 | 1:13,59          | 11.              | 51,10                 | 14.                   | 2:04,69               | +2,56                 |
| 13.                                                             | 17 | Marta Bassinová            | Itálie                 | 1:14,30          | 21.              | 50,44                 | 12.                   | 2:04,74               | +2,61                 |
| 14.                                                             | 3  | Marie-Michèle Gagnonová    | Kanada                 | 1:14,49          | 25.              | 50,26                 | 11.                   | 2:04,75               | +2,62                 |
| 15.                                                             | 30 | Ester Ledecká              | Česko                  | 1:13,85          | 14.              | 51,18                 | 15.                   | 2:05,03               | +2,90                 |
| 16.                                                             | 16 | Maruša Ferková             | Slovinsko              | 1:15,13          | 30.              | 49,96                 | 9.                    | 2:05,09               | +2,96                 |
| 17.                                                             | 4  | Christina Agerová          | Rakousko               | 1:14,02          | 16.              | 52,30                 | 19.                   | 2:06,32               | +4,19                 |
| 18.                                                             | 14 | Alice Merryweatherová      | Spojené státy americké | 1:13,53          | 10.              | 53,10                 | 21.                   | 2:06,63               | +4,50                 |
| 19.                                                             | 5  | Nevena Ignjatovićová       | Srbsko                 | 1:15,55          | 33.              | 51,19                 | 16.                   | 2:06,74               | +4,61                 |
| 20.                                                             | 32 | Greta Smallová             | Austrálie              | 1:14,30          | 21.              | 52,56                 | 20.                   | 2:06,86               | +4,73                 |
| 21.                                                             | 22 | Maryna Gąsienica-Danielová | Polsko                 | 1:15,29          | 32               | 51,74                 | 18                    | 2:07,03               | +4,90                 |
| 22.                                                             | 26 | Meike Pfisterová           | Německo                | 1:14,22          | 19               | 53,66                 | 24                    | 2:07,88               | +5,75                 |
| 23.                                                             | 25 | Alexandra Prokopjevová     | Rusko                  | 1:14,53          | 27.              | 53,40                 | 23.                   | 2:07,93               | +5,80                 |
| 24.                                                             | 12 | Kateřina Pauláthová        | Česko                  | 1:15,14          | 31.              | 53,22                 | 22.                   | 2:08,36               | +6,23                 |
| —                                                               | 8  | Ricarda Haaserová          | Rakousko               | 1:13,32          | 7.               | nedojela do cíle      | nedojela do cíle      | nedojela do cíle      | nedojela do cíle      |
| —                                                               | 34 | Alexandra Colettiová       | Monako                 | 1:14,33          | 23.              | nedojela do cíle      | nedojela do cíle      | nedojela do cíle      | nedojela do cíle      |
| —                                                               | 35 | Jasmine Fluryová           | Švýcarsko              | 1:14,09          | 17.              | nenastoupila na start | nenastoupila na start | nenastoupila na start | nenastoupila na start |
| —                                                               | 33 | Joana Hählenová            | Švýcarsko              | 1:14,26          | 20.              | nenastoupila na start | nenastoupila na start | nenastoupila na start | nenastoupila na start |
| —                                                               | 31 | Lin Ivarssonová            | Švédsko                | 1:14,21          | 18.              | nenastoupila na start | nenastoupila na start | nenastoupila na start | nenastoupila na start |
| —                                                               | 29 | Julija Pleškovová          | Rusko                  | 1:16,04          | 34.              | nenastoupila na start | nenastoupila na start | nenastoupila na start | nenastoupila na start |
| —                                                               | 23 | Corinne Suterová           | Švýcarsko              | 1:13,05          | 4.               | nenastoupila na start | nenastoupila na start | nenastoupila na start | nenastoupila na start |
| —                                                               | 21 | Tina Weiratherová          | Lichtenštejnsko        | 1:13,69          | 13.              | nenastoupila na start | nenastoupila na start | nenastoupila na start | nenastoupila na start |
| —                                                               | 2  | Lara Gutová-Behramiová     | Švýcarsko              | 1:14,34          | 24.              | nenastoupila na start | nenastoupila na start | nenastoupila na start | nenastoupila na start |
| —                                                               | 1  | Lindsey Vonnová            | Spojené státy americké | 1:13,43          | 8.               | nenastoupila na start | nenastoupila na start | nenastoupila na start | nenastoupila na start |
| —                                                               | 27 | Ida Dannewitzová           | Švédsko                | nedojela do cíle | nedojela do cíle | nedojela do cíle      | nedojela do cíle      | nedojela do cíle      | nedojela do cíle      |
| Sjezd odstartoval v 11.30 hodin a slalom v 16.15 hodin (UTC+1). |    |                            |                        |                  |                  |                       |                       |                       |                       |